# ゴッグ
- 機動戦士ガンダム
- 機動戦士ガンダムΖΖ
- 機動戦士ガンダム0080 ポケットの中の戦争
  - ジオン公国の機動兵器 > ゴッグ

ゴッグ (GOGG) は、「ガンダムシリーズ」に登場する架空の兵器。有人操縦式の人型ロボット兵器「モビルスーツ」（MS）のひとつ。初出は、1979年放送のテレビアニメ『機動戦士ガンダム』。
作中の敵側勢力である「ジオン公国軍」の水中航行能力を有した水陸両用MSのひとつ。ジオン公国軍の量産機として初めてメガ粒子砲を搭載（腹部に内蔵）したMSでもある。ずんぐりした巨体に、鋭い爪を持つ多関節構造の両腕が特徴で、両腕を収納して肩アーマーを閉じた巡航形態に変形する。
当記事では、各バリエーション機や関連機種についても記述する。

## デザイン
監督の富野喜幸のラフデザインをもとに大河原邦男が参考用デザインを描き、安彦良和がクリーンアップしたものが決定稿となった。参考用デザインは決定稿より細身であるが、デザインはほぼ完成している。この参考用デザインを「試作1号機」としたり、「前期型ゴッグと推測される」とする資料もある。なお、腕の伸縮・収納は富野のアイデアによる。

## 設定解説

### 概説
ジオン公国では地上用MSとしてMS-09ドムを開発していたが、同機の核反応炉ではメガ粒子砲を運用可能な出力を得ることはできなかった。反応炉の出力向上のためにはその冷却能力を高める必要があり、最も効率的な方法は冷却水を使用することであった。そのため、U.C.0078年11月には海水を冷却に使用可能な水陸両用MSの開発が、MIP社とツィマット社に発注された。また、水陸両用MSはメガ粒子砲の運用のほか、独力で海中を進行して目的地に到達可能としており、前線基地の存在しない場所でも戦闘が可能な特性を有する。水の抵抗を考慮して頭部は丸い流線形となり、装備は内装式となった。
開発はMSM-02水中実験機との競作で行われた。その開発の折には多くのアースノイド技術者が携わったほか、MSM-01(MS-06M) ザク・マリンタイプで得られた新素材のデータも反映されている。その後ツィマット社においてプロトタイプ1号機が完成し、ジオン公国のリゾートコロニー「海」でテストを行ったあと、地上へ降ろされてテストを継続した。先行型とMSM-02はともに少数が生産され、その2か月後に生産ラインを後期型に集中した。量産は3月から開始され、5月には地中海やメキシコ湾を中心に実戦配備された。
水中での活動時間は長く、推進には胴体結合部から吸入した水を反応炉の高熱で蒸発させて噴射する水流ジェットエンジンを採用している。
他のMSMシリーズと同様にフレキシブル・ベロウズ・リムという伸縮可能な蛇腹状の多重関節構造を採用し、これが水中での抵抗軽減やクローを使用した格闘性の向上などに一役買っている。また、この機構によって両腕・両脚を格納し、水中での抵抗を低減できるように設計されている。
陸上での活動時には本体内のバラストタンクに冷却水を貯めて行動するため、1 - 2時間の活動が限度となる。反応炉の冷却上の制限から、陸上での活動時間は長くない。また、機体重量が影響して俊敏な動作は行えないが、耐圧用の設計が近接戦闘時に十分な防御力を発揮する。行動範囲は海や河川地帯周辺に限定されるが、装甲・馬力ともにザクの比ではなく、連邦軍の拠点破壊や重装甲を生かした上陸侵攻作戦で活躍した。

### 武装
キアM-23型メガ粒子砲
腹部に2門搭載したメガ粒子砲。総重量は38.7tにおよぶ。出力は1門につき2.8MW。エネルギーCAP技術を用いないビーム兵器であり、ゴッグは同装備を採用した初の機体である。射程は1kmほど、破壊力はザクの持つ120ミリライフルの2倍程度となる。また、腹部2門の固定式であることから取り回しに難があったとされる。
アイアン・ネイル
腕部に装備された、近接格闘用装備とマニピュレーターを兼ねる爪。機体の運用上、オプションの携行が難しかったことから採用された。実戦においては防御用装備としても機能する。アクチュエーターの出力が高いため、超硬質合金製の爪によって厚い空母の艦底を裂くことも可能。
魚雷発射管
本機は腹部に魚雷発射管を各2門搭載する。ミサイルランチャーとした資料もみられる。
フリージーヤード
頭頂部のマルチプルランチャーから発射されるカプセルに収納されている、ゲル状の物質。機体を覆うことで、機雷や爆雷を無効化できる。これはソナーによる探知を低減する効果もあったが、ウォーターインテークが閉塞することから長時間は使用できず、絡め取った機雷も速やかに投棄排除する必要があった。
フォノンメーザー
頭部に装備する。
テレビ版第26話でマーシーとラサがベルファスト基地を急襲した際、連邦軍防衛部隊が発射した魚雷をゴッグが光線で迎撃する描写がある。この光線はゴッグの側頭部から発射されている。
その他
レーザー砲を2門内蔵するとした資料もみられるが、装備個所は不明。

### 劇中での活躍
『機動戦士ガンダム』第26話で、初の水陸両用MSとして登場。
マッドアングラー隊所属のユーコン級潜水艦から2機が発進し、連邦軍ベルファスト基地を海から攻撃した。61式戦車や大口径バルカン砲重装甲車を主力とする連邦軍守備隊を一蹴し、MSの通常兵器に対する優越性を改めて印象づけた。その際、機雷に触雷しても何ともなかったゴッグの機体を見て、操縦していたコーカ・ラサ曹長（漫画『機動戦士ガンダム THE ORIGIN』では、アニメ版でのズゴックパイロットであるカラハに変更）は装甲の強固さを高く評価している。パワーでもガンダムに引けをとっておらず、パワーアップしたハイパーハンマーをも素手で受け止め、チェーンを引き千切っている。
だが、その後はやられ役となり、ゴッグの重装甲でも防げないビーム兵器で撃破される描写が続いた（同一作画の流用）。主なパイロットはラサ、マーシーなど。ズゴックパイロットとして出撃したカラハも、ゴッグに乗っていたとうかがえる描写がある。ジャブロー戦では配備されていたゴッグをすべて失ったマッドアングラー隊に2機のゴッグが追加配備されたが、この2機もホワイトベース隊との交戦を経て撃破されている。
なお、アムロ・レイはゴッグ2機と交戦する前に本機名を発言している。第26話前半でレビルが提示した画面にも腕を格納したゴッグの正面図が表示されているため、連邦軍が本機名についても情報をすでに持っていたことがうかがえる。
『機動戦士ガンダムΖΖ』第40話では、スタンパ・ハロイ所有の機体として登場。全天周囲モニター・リニアシートに換装されており、熱核ジェットによるホバー走行が可能。複数機が存在しており、ルナンは通常カラーのゴッグに搭乗して槍を武器にしている。ハマーン・カーンの操るアッガイに対してはクローで腕を切断されて戦闘不能になり、退散している。このほか、アジア風の装飾が施された赤い機体も存在する。
玉越博幸の漫画版『機動戦士ガンダム0080 ポケットの中の戦争』では、サイクロプス隊の要人救出作戦「オペレーション・カノッサ」の際に、のちにハイゴッグに搭乗するミハイル・カミンスキー中尉が搭乗。左肩に部隊章が描かれている。アンディ・ストロース少尉のラムズゴックとともにコムサイに搭載されて地球に降下、直後にコア・ブースター2機の追撃を受けるも、コミサイの下部ハッチを開けてアイアン・ネイルで撃破する。その後海から連邦軍基地に上陸し、守備隊のジムや61式戦車を殲滅する。

### 呼称
機体名称は本来、ゴッグではなくゴックであった。『機動戦士ガンダム』劇中でゴックと呼称されていること、劇場版『機動戦士ガンダムII 哀・戦士編』パンフレット、富野由悠季のラフにゴックと表記されていること、ズゴック・ゾゴックとともに「ゴックシリーズ」としての富野ラフが存在することなどが、その裏付けとなっている（本放送当時、競作設定は存在しなかった）。

## バリエーション

### 水中実験機
メカニックデザイン企画『モビルスーツバリエーション（MSV）』の文字設定が初出で、『M-MSV』（初出は『SD CLUB』第13号）でデザインや詳細な設定が加えられた。
ザク・マリンタイプのデータをもとにツィマット社が開発した水陸両用MS。第1期水陸両用MS開発においてゴッグと社内競作の形で開発されている。機体形状を流線型にすることによって水の抵抗を減らし、ハイドロ・ジェットを装備して水中での運動性はザク・マリンタイプより10-20パーセント向上しているが、軍の要求値には達していない。ゴッグと比べてまだザクの面影が残っているため、地上戦での性能が期待されるが、陸上での機動性は劣悪であった。
ジェネレーターはドムに搭載予定のものを水冷式に改修したことによって出力が向上しているが、陸上での稼働時間は限られている。武装は両肩と両前腕部甲に6連装ミサイル・ランチャー、ランドセル中央に対艦・対空用のミサイル・ランチャー、ランドセル上部左右に収納式の70ミリバルカン砲（バルカン・ポッド）を装備。スペック表には頭部バルカン砲も記載されているが、装備位置は不明。また、ゴッグと同じキアM-23メガ粒子砲が搭載されたともいわれるが、こちらも不明である。
ゴッグの初期型とともに先行量産の形で少数が生産されるが、ゴッグが後期型に移行する際には生産ラインを譲り、本機は生産中止となる。
曽野由大の漫画『アッガイ博士』では、水陸両用MSによる海洋探査開発機器評価会 (ETEDO) に同じツィマット社製のジュリックとともに参加。同社のテスト・パイロットであるバリー・ファウンテン軍曹が搭乗し、第1回戦でMIP社のプロトタイプズゴックと対戦するが、推進器を破壊されて行動不能となる。

### プロトタイプゴッグ
『M-MSV』で設定された。初出は『SD CLUB』第9号。
スペースコロニー内で開発されたゴッグの試作型。地球に移送してテストが行われた結果、水中での長時間・長距離航行時における両腕の抵抗の増加が問題となり、量産型では手足の伸縮機構が採用される。メガ粒子砲は本機の段階から装備されているが、水中でのビームの拡散が予想以上に深刻であったことから、オプション装備として前腕部に装着する魚雷ポッドが計画されている。しかし、腕部の伸縮機構が採用されたことから廃案となっている。
漫画『アッガイ博士』では、プロトタイプのズゴックやアッガイとともに、スペースコロニー内で水陸両用MSの評価試験に参加している。また、本機の基礎設計を行ったツィマット社の設計主任コースケ・カトーが登場する。
なお、本機のデザインは1989年に大河原邦男がリライトしたゴッグをそのまま流用している。

### ゴッグ（F.M.S.）
「模型情報」誌のメカニックデザイン企画『F.M.S.』（福地モビルスーツステーション）に登場するジオン公国軍の水陸両用MS。
通常のゴッグ（ノーマル・ゴッグ）とハイゴッグの中間に位置する機体で、頭部と胴体はノーマル・ゴッグから大きな変更は加えられていないが、肩部と腕部の形状はハイゴッグに類似しており、全体的なフォルムもハイゴッグのものに近づいている。武装は胴体および両腕のビーム砲とクローのほか、バルカンとロケット弾を装備。作中では一貫して単に「ゴッグ」と呼ばれており、本機独自の名称は未設定。そのため、本節の名も仮のものである。
ジュアッグ改とともにジャブロー攻略戦に参加しているが、地球連邦軍のMSの迎撃を受けて撃破されている。

### ハイゴッグ
OVA『機動戦士ガンダム0080 ポケットの中の戦争』に登場。メカニックデザインは出渕裕。腕部は出渕がこれ以前にラフデザインを担当したカプールのラインを進めて自分のコンセプトを入れており、『0080』の中で一番自信のあるデザインだと語っている。もともと、『0080』登場MSの多くは新型機ではなくテレビシリーズに登場した機体のリメイクだったが、本機だけは大幅にデザインを変えたために当初から別機体として考えており、設定画には「MSM-05/B《ゴック改》」の名称が記されていた。
統合整備計画において開発された機体の一つであるが、ズゴックEのような改修・改良機ではなく、ゴッグのコンセプトを元に新規設計された機体とされる。再度の地球侵攻まで開発が凍結されていたカプールまでの過渡期にあたる機体で、コクピット形状はズゴックEと同型のものに改修された。また、モノアイ形状が変更されたほか、ショルダーアーマーは可動式のものに変更。エネルギーCAP技術の導入やジェネレーターの改良によってゴッグよりも機体全高は小型化し、火力は増大。また、機体は軽量化され、他機種との部品共有も図られているとされる。そういった各種改良により、生産性も向上した。陸上での運動性能は旧型を大きく凌駕し、巨大な格闘戦用クローも相まって連邦軍のジムを圧倒する戦闘力を持つ。水中航行時の形状の改善や水中用ジェットパックの装備により、巡行能力も向上した。終戦までに相当数の機体が生産された一方、配備の遅延から限られた戦場でしか運用されなかった。投入後の実績からズゴックとの連携が有用であったため、戦略や武装面で差別化が図られている。
武装・装備
ジェットパック
航続距離や水中での速度を向上するために装備される。切り離し可能な化学燃料式のロケットで、本体背面のスラスターと併用することによって機体を滑走させることや飛翔することが可能なほか、断崖絶壁の数十mを垂直上昇可能。
ビーム・カノン
腕部に装備する内蔵式のメガ粒子砲。連射が可能で、近接戦闘で活用される。
魚雷発射管
頭部左右に2門ずつ、計4門装備。巡行時は遮蔽される。また、洋上や陸上では対地・対空ミサイルとして使用可能。
バイス・クロー
腕部に装備。中間部に関節が設けられており、作業性が向上している。
120mmマシンキャノン
腹部に装備。ザクマシンガンと同口径の120mm砲を発射する。
ハンド・ミサイル・ユニット
腕部に追加装備するオプション。航行時にはフェアリングユニットで覆われており、これはミサイル発射時に排除される。
劇中での活躍
『0080』では、第1話に登場。アンディ・ストロース、ミハイル・カミンスキー、ガブリエル・ラミレス・ガルシアが搭乗し、サイクロプス隊隊長であるハーディ・シュタイナーのズゴックEと共に地球連邦軍の北極基地を強襲した。各機ともパイロットの腕と相まって迎え撃つジム寒冷地仕様部隊を翻弄し、アンディ機が連邦軍の新型MSを格納したコンテナを発見するが、コンテナを搭載する連邦軍のシャトルがすでに打ち上げの秒読み態勢に入っていたため、アンディ機は僚機の到着を待たずに突入する。その結果、本機はシャトルの護衛機による攻撃を受けて撃破され、アンディも戦死している。
漫画『機動戦士ムーンガンダム』では、0091年に新生ネオ・ジオン軍が接収した南極の旧資源開発基地に配備されており、ロンド・ベル隊による降下作戦の迎撃に1機が出撃している。
漫画『機動戦士ガンダムUCバンデシネ Episode:0』では、0094年5月3日に公国軍残党の2機が連邦軍ウィルミントン海軍基地を襲撃。守備隊のネモ2機とジムIII 1機を全滅に追い込むが、1機はジムIIIに、もう1機は歩兵部隊による榴弾の斉射によって撃破される。なお、1機が装備しているハンド・ミサイル・ユニットはアナハイム・エレクトロニクス社製であり、残党が同社から横流しを受けたものである。
漫画『機動戦士クロスボーン・ガンダム LOVE&PIECE』では、0171年に稼働している機体が登場。北米のロッキー・シティを狙う集団のボスが搭乗、モノアイは4基に増設されている。雪原でガルグイユ2機を率いてマック・ストームのアンカー・ヘッドと交戦、雪に沈めて8時間後に引き揚げようとするもパイロットは無事であり、モノアイ部分を掴まれ味方の砲撃の盾にされて撃破される。
OVA『機動戦士SDガンダム Mk-IV』収録の「夢のマロン社『宇宙の旅』」には、通常のゴッグと同様のカラーリングの機体が登場。ジャブロー攻略戦に参加しており、SD世界から宇宙世紀に迷い込んだマロン社の宇宙船ガブスレイ号に対し、2機がズゴックEとともにジャブローの河川内で魚雷を発射し、撃破している。

## ゴッグ（サンダーボルト版）
漫画・OVA『機動戦士ガンダム サンダーボルト』に登場。パイロットはフィリップ・カウフマン。
本作では四肢が細く長いなどハイゴックとの折衷的なデザインとなっているうえ、一年戦争時のゴッグより一回り大きく設計されたという設定になっている。胴体は脚部、腰部、腹部に分かれており、コックピットの位置する腰部は球状となっている。
足を折りたたむ機構が追加され、水中では折りたたむことで水の抵抗を軽減しているほか、足を折りたたんだ状態でソリのように氷上を高速移動できる。また、クロー部分に装備されたヒートクローで海氷を容易に切り崩せる。